# 武埴安彦命
武埴安彦命（たけはにやすひこのみこと、生年不詳 - 崇神天皇10年9月27日頃）は、記紀に伝わる古代日本の皇族。
第8代孝元天皇皇子で、崇神天皇（第10代）に対する反乱伝承で知られる。『日本書紀』では「武埴安彦命」、『古事記』では「建波邇夜須毘古命」「建波邇安王」（波邇夜須毘古神とは異なる）と表記される。

## 記録

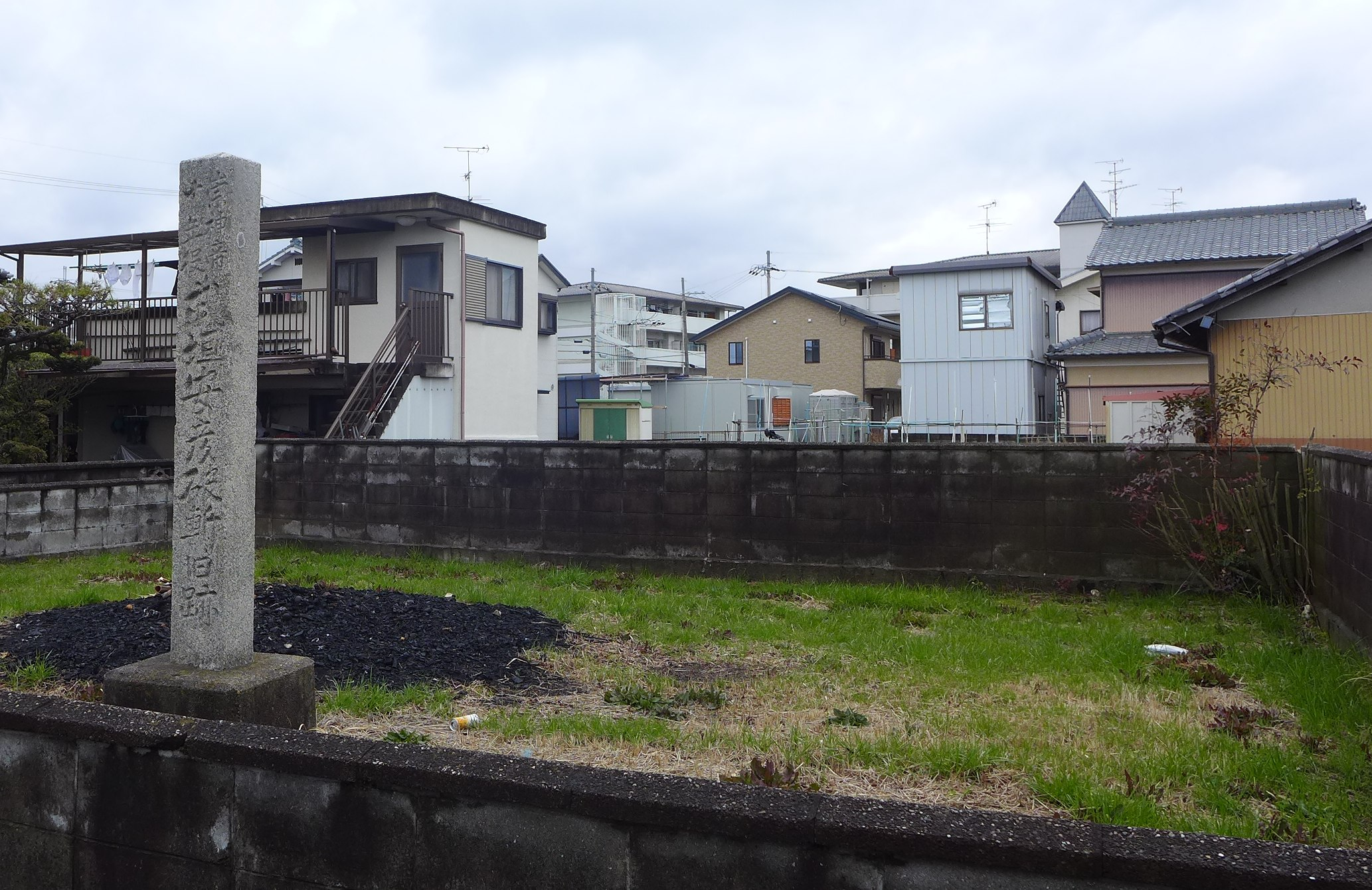
武埴安彦破斬旧跡（京都府精華町）戦闘で敗れた武埴安彦命が斬首された場所と伝わる。

『日本書紀』によれば、孝元天皇（第8代）と河内青玉繋の娘の埴安媛（はにやすひめ:波邇夜須毘売神とは異なる）との間に生まれた皇子である。妻には吾田媛（あがたひめ）がいる。
同書崇神天皇10年9月27日条によれば、四道将軍の1人の大彦命（武埴安彦の異母兄弟、阿倍臣祖）が北陸への派遣途中で不吉な歌を歌う少女に出会ったため、大彦命は引き返して天皇にこのことを報告した。そして倭迹迹日百襲媛命の占いによって武埴安彦とその妻の吾田媛の謀反が発覚する。果たして武埴安彦は山背から、吾田媛は大坂（現・奈良県香芝市逢坂付近）から大和へと攻め入ったが、かえって吾田媛は五十狭芹彦命（吉備津彦命、四道将軍の1人）に、武埴安彦は大彦命と彦国葺（和珥臣祖）に討ち取られた。その際に武埴安彦と彦国葺とによる矢の射ち合いとなったが、まず先に放った武埴安彦の矢は当らず、次に彦国葺の放った矢が武埴安彦の胸に当たったという。これによって武埴安彦の軍は崩れ、半数以上が斬られて鎮圧された。
以上の反乱伝承は『古事記』にも記載されている。

## 伝承
京都府精華町のいずもりでは武埴安彦命の首が切られたと伝わっており、石碑が建てられている。

## 神社
- 祝園神社（ほうそのじんじゃ）は、京都府相楽郡精華町にある神社で、第10代崇神の御世に謀反を起こした武埴安彦命が討伐されたとされる地に鎮座する。
- 神在神社(福岡県糸島市大字神在字神在)の本殿右側に埴安命を祀る祠がある。